# SV Irene Volleybal
De volleybaltak Irene is onderdeel van de omnisportvereniging SV Irene uit Bilthoven. Het eerste herenteam van de vereniging speelt in de tweede divisie (nationaal). Het eerste damesteam in de derde divisie (regionaal).